# NGC 6943
NGC 6943 (również PGC 65295) – galaktyka spiralna z poprzeczką (SBc), znajdująca się w gwiazdozbiorze Pawia. Odkrył ją John Herschel 27 czerwca 1835 roku.
W galaktyce tej zaobserwowano supernowe SN 1998ew i SN 2005av.